# Oxyde de gallium(I)
L’oxyde de gallium(I) est un composé chimique de formule Ga2O. Il s'agit d'un solide brun-noir diamagnétique stable au contact de l'air sec. Il se sublime à 660 °C dans un flux de gaz inerte sous une pression de 1 bar, et à partir de 500 °C dans un vide poussé, où il se décompose en gallium et oxyde de gallium(III) Ga2O3 à partir de 700 °C.
L'oxyde de gallium(I) peut être obtenu en faisant réagir de l'oxyde de gallium(III) avec du gallium chauffé sous vide :
Ga2O3 + 4 Ga ⟶ 3 Ga2O.
Il peut également être obtenu en faisant réagir du gallium avec du dioxyde de carbone CO2 à basse pression et à 850 °C :
2 Ga + CO2 ⟶ Ga2O + CO.
Il se forme également lors de la fabrication de wafers d'arséniure de gallium par réaction du gallium avec le dioxyde de silicium des parois en verre de quartz, :
4 Ga + SiO2 ⟶ 2 Ga2O + Si.